# San Vicente de Tagua Tagua
San Vicente de Tagua Tagua este un oraș și comună din provincia Cachapoal, regiunea O'Higgins, Chile, cu o populație de 44.046 locuitori (2012) și o suprafață de 475,8 km2.